# Thượng thư Quốc ấn

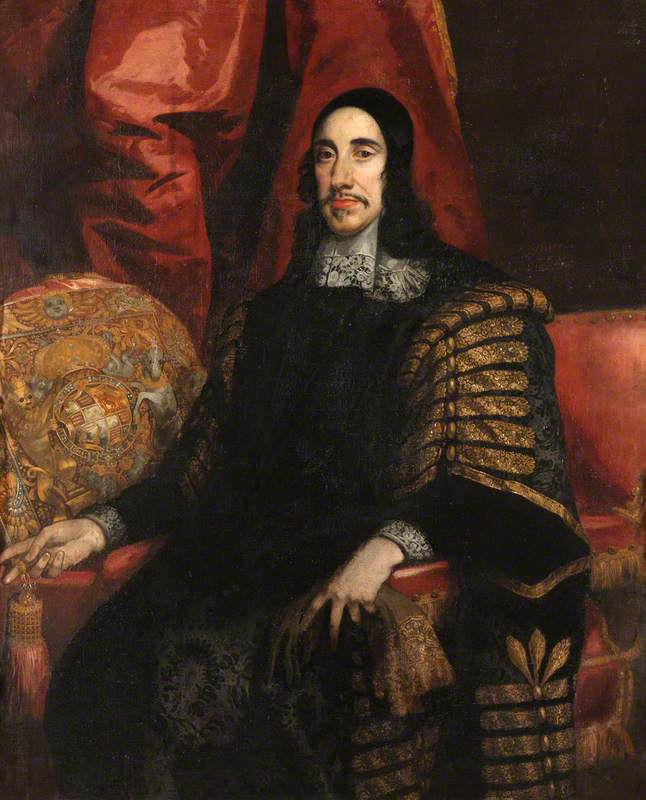
Sir Orlando Bridgeman, Thượng thư Quốc ấn, 1667–72, với chiếc túi nghi lễ biểu thị cho Quốc ấn

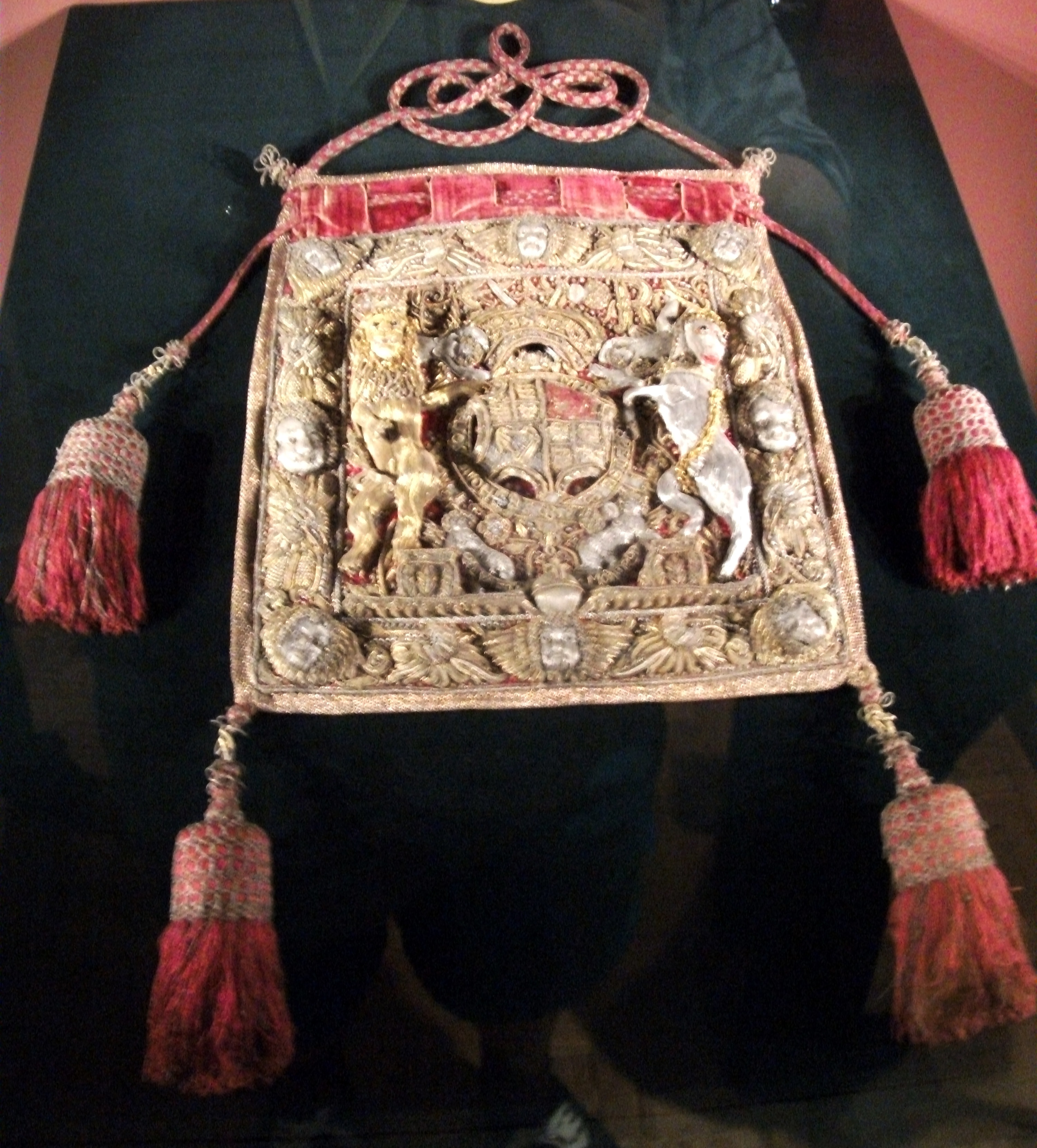
Túi nghi lễ Weston Park, sử dụng bởi Sir Orlando là Thượng thư Quốc ấn như trong hình trên

Thượng thư Quốc ấn (tiếng Anh: Lord Keeper of the Great Seal) còn gọi Đại Chưởng ấn là chức vụ coi sóc Quốc ấn của Quân chủ Anh trước đây. Chức vụ là một trong bốn Trọng thần Quốc vụ.

## Lịch sử
Quốc ấn được Edward Người Tuyên xưng Đức tin thiết lập, và người coi sóc đầu tiên được giao cho Đại pháp quan. Chức vụ Đại pháp quan từ thời Thomas Becket trở đi quyền hạn được mở rộng; người giữ chức vụ có thể là một tu sĩ, không chỉ tham gia công việc tại giáo phận, thi thoảng còn ở ngoài Anh. Vì vậy, cá nhân đảm nhiệm vai trò giữ Quốc ấn là Thứ tướng hoặc Chưởng quan không còn hiếm nữa; đây cũng là thông lệ sau này trong giai đoạn khuyết Đại pháp quan.
Chức vụ dần dần phát triển với nhiệm kỳ không thời hạn, và Đại Chưởng ấn được ban quyền miễn trừ tất cả trách nhiệm liên kết với Quốc ấn. Chức vụ thường xuyên, tuy không nhất thiết, là quý tộc, và giữ chức vụ trong thời gian Quốc chủ tín nhiệm. Chức vụ bổ nhiệm bằng cách trao quốc ấn, không như Đại pháp quan được bổ nhiệm bằng sắc lệnh. Trong các triều đại sau Thượng thư được trao giữ chức Đại pháp quan và giữ quốc ấn.
Người giữ chức vụ cuối cùng là Sir Robert Henley (sau là Bá tước xứ Northington), giữ chức Thượng thư dưới thời vua George III.